# أليوت ستيوارت
أليوت ستيوارت (بالإنجليزية: Elliot Stuart) هو لاعب كرة الريشة بريطاني، ولد في 1946 في نيوكاسل أبون تاين في المملكة المتحدة.

## روابط خارجية
- أليوت ستيوارت على موقع اللجنة الأولمبية الدولية (الإنجليزية)
- أليوت ستيوارت على موقع أوليمبيديا (الإنجليزية)
- أليوت ستيوارت على موقع اللجنة الأولمبية البريطانية (الإنجليزية)